# Pierre Prost
Pierre Prost, né le 24 juin 1896 à Dole et décédé le 14 décembre 1982 à Brunoy, est un homme politique français. Membre d’aucun parti politique mais de sensibilité divers droite, il est sénateur de Seine-et-Oise puis de l’Essonne, conseiller général du canton de Brunoy, président du conseil général de l'Essonne et maire de Brunoy.

## Biographie
Pierre Prost est né le 24 juin 1896 à Dole et est décédé le 14 décembre 1982 à Brunoy.
Après avoir effectué ses études secondaires dans cette cité jurassienne, il obtient une licence de droit à Paris. En 1915, alors âgé de dix-neuf ans, il est mobilisé et affecté au 3e Régiment d'artillerie lourde. Participant aux combats jusqu'à l'armistice, notamment sur la Somme et le Chemin des Dames, atteint par des gaz asphyxiants, il est décoré de la Croix de guerre 14-18 et de la médaille militaire. Rendu à la vie civile, il entre, comme rédacteur, à l'administration des finances en 1920. Devenu chef de bureau en 1931, il est nommé trésorier-payeur général de la Vienne en 1937, du Cher en 1938 et de l'Aube en 1939. Il est en outre chargé de mission au cabinet du ministre des finances Georges Bonnet en 1937.
Pierre Prost est Trésorier-payeur général et Conseiller d’État.

### Carrière politique
Pierre Prost entame sa carrière politique en étant élu en 1947 maire de Brunoy. Vingt ans plus tard, il devient conseiller général du nouveau canton de Brunoy et est élu président du nouveau conseil général de l'Essonne, installé officiellement le 1er janvier 1968. En 1967 aussi, il prend la succession de Jacques Richard au poste de sénateur de Seine-et-Oise, poste qu'il conserve ensuite pour représenter le nouveau département de l’Essonne jusqu’en 1977. En 1976, il ne sollicite pas le renouvellement de son mandat de conseiller général, et achève de la même manière son mandat de maire de Brunoy un an plus tard.

## Décorations et récompenses
- Commandeur de la Légion d'honneur
- Médaille militaire
- Croix de guerre 1914–1918